# رسلان رضاييف
رسلان رضاييف هو لاعب كرة قدم روسي في مركز الهجوم، ولد في 24 يناير 1998 في باتايسك في روسيا. لعب مع نادي كراسنودار.

## وصلات خارجية
- رسلان رضاييف على موقع قاعدة بيانات كرة القدم.إي يو (الإنجليزية)
- رسلان رضاييف على موقع Soccerway.com (الإنجليزية)